# Ridgway (Colorado)
Die Stadt Ridgway ist die bevölkerungsreichste Gemeinde im Ouray County, Colorado, Vereinigte Staaten. Die Stadt ist eine ehemalige Eisenbahnhaltestelle am Uncompahgre River in den nördlichen San Juan Mountains. Bei der Volkszählung des Jahres 2000 betrug die Einwohnerzahl der Stadt 713. Im Jahr 2010 waren es 924 Einwohner.
Steile bewaldete Berge und Klippen umgeben Ridgway im Süden, Osten und Nordosten. Der Uncompahgre River fließt durch die Stadt und mündet im Norden in den Ridgway State Park and Reservoir. Der Dallas Creek fließt ebenfalls von Südwesten und mündet in den Uncompahgre, bevor er in den Stausee fließt. Es gibt eine beachtliche Anzahl von Wildtieren: Berglöwen, Dachse, Hirsche, Wapitihirsche, Bären, Kojoten, wilde Truthähne und Weißkopfseeadler sind in diesem Gebiet heimisch. Die Weißkopfseeadler der Region nisten in den Pappeln entlang des Flusses und sind im Spätherbst ein häufiger Anblick.
Ridgway und seine Umgebung haben in der Popkultur eine wichtige Rolle gespielt. Vor allem ist die Gegend Schauplatz von John Waynes Western Der Marshal (True Grit) und anderen Filmen wie Das war der Wilde Westen (How the West Was Won) und Mein Wille ist Gesetz (Tribute to a Bad Man). Ridgway verfügt über die einzige Ampel in Ouray County, an der Kreuzung der Highways 550 und 62.

## Geschichte

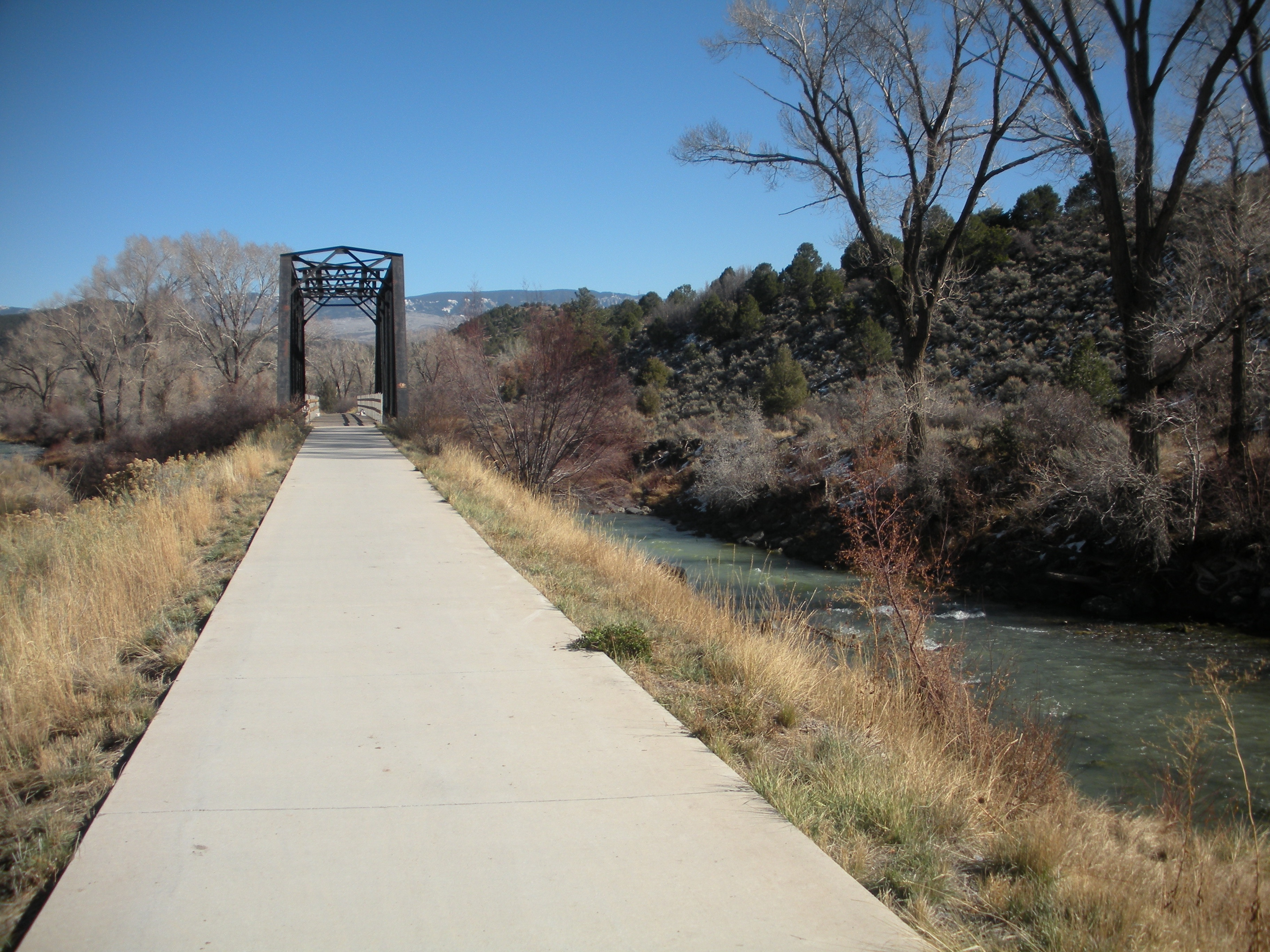
Weg entlang dem Uncompaghre River, der von der Stadt zum Stausee führt

Ridgway war ursprünglich eine Eisenbahnstadt, an der zwei Bahnstrecken aufeinandertrafen, die unter anderem die nahe gelegenen Bergbaustädte Telluride und Ouray bedienten.
Ridgway entstand an der nördlichen Endstation der Rio Grande Southern Railroad, die dort auf die Denver and Rio Grande Western Railroad traf, die zwischen Montrose und Ouray verkehrte. Ridgway lag etwa 4,8 Kilometer südlich der bestehenden Stadt Dallas. Die Gründungsurkunde wurde am 22. Mai 1890 eingereicht und am 4. März 1891 genehmigt. Die Stadt wurde nach dem Denver and Rio Grande Railroad Superintendent Robert M. Ridgway benannt, der die Stadt im Jahr 1891 gründete.
Die Rio Grande Southern beantragte am 24. April 1952 die Stilllegung ihrer Strecke und die Denver and Rio Grande Western gab die Strecke zwischen Ridgway und Ouray am 21. März 1953 auf. Die Strecke zwischen Ridgway und Montrose wurde von Schmalspur auf Normalspur umgerüstet, womit Ridgway weiterhin ein Verladebahnhof war, bis die Strecke nach Montrose 1976 aufgrund des Baus eines Stausees am Uncompahgre River aufgegeben wurde.
Der Damm für diesen Stausee, der Ridgway-Damm, wurde 1957 als Teil des Dallas-Creek-Projekts des U.S. Bureau of Reclamation vorgeschlagen, und sein ursprünglicher Standort hätte Ridgway überflutet. Durch die Entscheidung von 1975, den Damm weiter flussabwärts zu bauen, blieb die Stadt über Wasser, und die Einwohner prägten ihren eigenen Spitznamen: „Die Stadt, die sich weigerte zu sterben“. Das Land um den Stausee wurde zum Ridgway State Park nördlich der Stadtgrenze. Ridgway ist landesweit für seine „Mavericks“ bekannt.

## Geographie
Ridgway liegt im Uncompahgre Valley auf einer Höhe von 2148 Metern. Die Stadt liegt am San Juan Skyway, inmitten einiger der meistfotografierten Berge der Welt. In der nahe gelegenen San Juan Mountain Range befinden sich 14 der 53 Gipfel Colorados, die höher als 14.000 Fuß (ca. 4.267 m) sind. Darunter ist der 4310 Meter hohe Sneffels, der von Ridgway aus am besten zu sehen ist. Der gleichnamige Mt. Ridgway mit einer Höhe von 4105 Metern befindet sich ebenfalls in der Nähe, 7,2 Kilometer westlich von Ouray. Östlich der Stadt liegt auch die kleinere, aber ebenso großartige Cimarron Range mit dem Uncompahgre Peak auf einer Höhe von 4361 Metern.
Der Uncompahgre River entspringt am Lake Como auf einer Höhe von 3723 Metern im nördlichen San Juan County im Uncompahgre National Forest in den nordwestlichen San Juan Mountains. Er fließt nordwestlich an Ouray, Ridgway, Montrose und Olathe vorbei und mündet im Confluence Park in Delta in den Gunnison. Der Fluss bildet die Poughkeepsie Gulch und die Uncompahgre-Schlucht. Die wichtigsten Nebenflüsse sind alle Bäche, die die nordwestlichen San Juan Mountains entwässern. Am Uncompahgre River gibt es zwei Dämme: einen kleinen Umleitungsdamm in der Uncompahgre-Schlucht und den Ridgway-Damm unterhalb von Ridgway, der den Ridgway-Stausee bildet.

Der Fluss wird im Uncompahgre Valley zur Bewässerung genutzt. Der Uncompahgre ist, außer bei Hochwasser, nicht befahrbar. Der Name des Flusses stammt von dem Ute-Wort Uncompaghre, das frei übersetzt „schmutziges Wasser“ oder „Rotwasserquelle“ bedeutet und sich wahrscheinlich auf die vielen heißen Quellen in der Umgebung von Ouray bezieht. Der Otonawanda-See ist die Hauptquelle für die Wasserversorgung der Stadt Ridgway.

### Klima
Ridgway hat ein winterfeuchtkaltes Klima (Köppen-Geiger-Klassifikation: Dfb) mit vier unterschiedlichen Jahreszeiten. Die Sommer sind in der Regel warm bis heiß, während die Wintertage kalt sind und die Nachttemperaturen gegen Null sinken. Der jährliche Schneefall ist mit durchschnittlich 216 Zentimetern sehr hoch.

## Bevölkerungsentwicklung

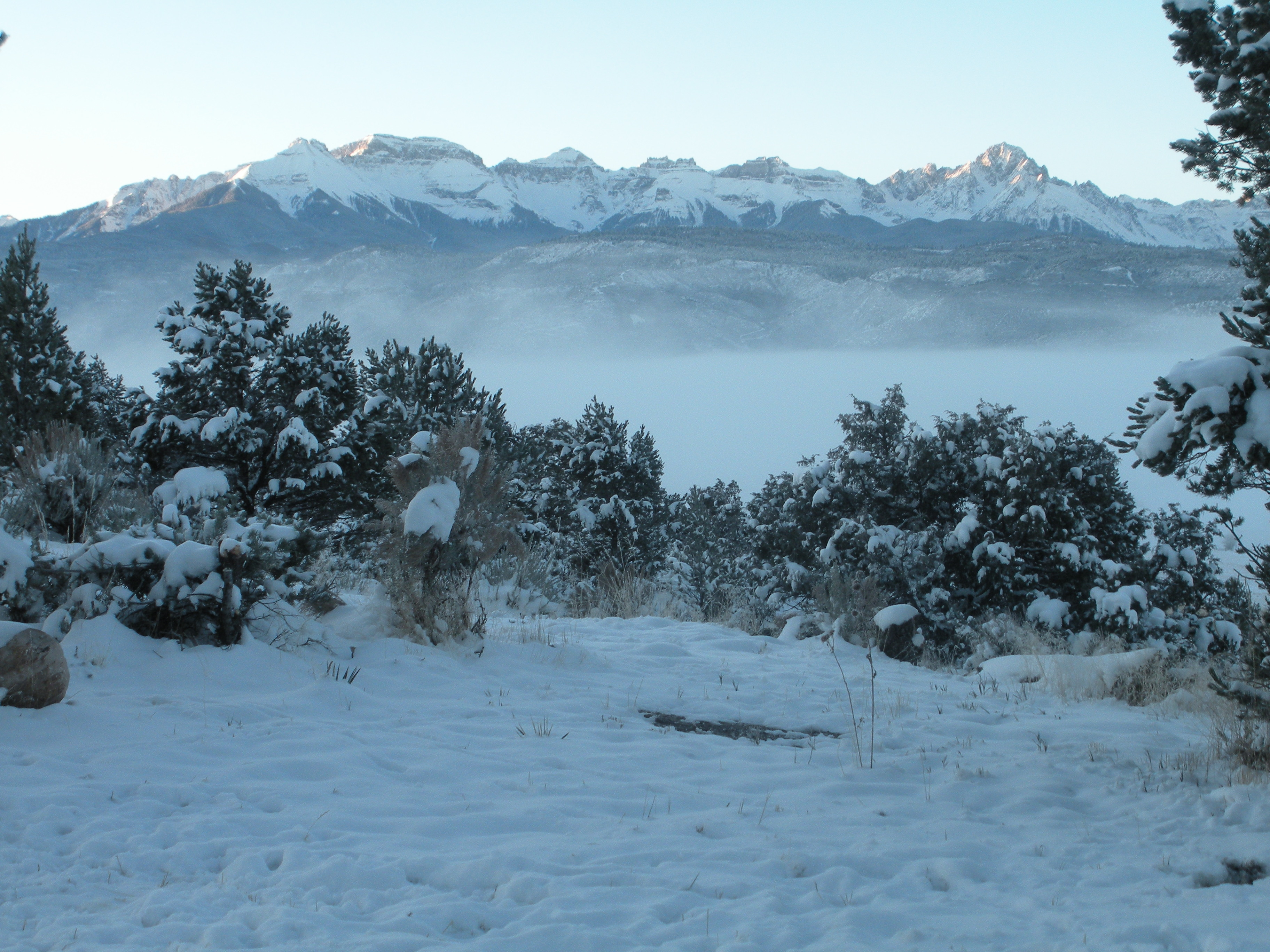
Morgen bei Ridgway nach einem schweren Schneefall

## Tourismus und Kultur
Ridgway liegt an einem Highway, der Touristen zu mehreren anderen Bergstädten in der San-Juan-Region führt. Ridgway selbst ist eine bedeutende Touristenstadt. Ridgway liegt 37 Meilen östlich von Telluride und 10 Meilen nördlich von Ouray. Ridgway liegt am Fuße der San Juan Mountains und bietet eine hervorragende Aussicht, vor allem von der Log Hill Mesa aus.

### Die Grammy Awards
Die Grammy-Award-Trophäe wird ausschließlich von John Billings (dem „Grammy Man“) und seinem Team von Kunsthandwerkern bei Billings Artworks in Ridgway handgefertigt. Die Trophäen werden alle von Hand aus einer Legierung namens Grammium gegossen, dann von Hand gefeilt, geschliffen und poliert, bevor sie mit 24-karätigem Gold überzogen werden.

### Zertifizierter Colorado-Kreativbezirk
Im Jahr 2011 wurde in Zusammenarbeit mit Ouray County und der Stadt Ouray im Rahmen zahlreicher öffentlicher Sitzungen und gemäß einer Aufforderung des Bundesstaates Colorado, einen Wirtschaftsentwicklungsplan „von unten nach oben“ zu erstellen, ein landkreisweiter Wirtschaftsentwicklungsplan erstellt. Ziel 3 (Goal 3) dieses Plans forderte die Beteiligung an den landesweiten Bemühungen, die Kreativwirtschaft als Motor für die wirtschaftliche Entwicklung des Bundesstaates auszubauen und zu fördern. Das „Goal-3“-Komitee (G3-Komitee) wurde gebildet und bat den Stadtrat von Ridgway um Unterstützung und Führung bei der Einreichung eines Antrags auf Zertifizierung als Kreativbezirk durch den Staat. Die Freiwilligen der Stadt Ouray, des Ouray County und der Stadt Ridgway waren sich einig, dass die Stadt Ridgway 2012 die Zertifizierung des Bezirks beantragen würde. Colorado Creative Industries vergab 15 Auszeichnungen, und Ridgway war einer von fünf Distrikten, die den Status eines „Prospective Districts“ erhielten.
Der Ridgway Creative District erhielt 2012 den Status eines „Prospective Creative Districts“ im Rahmen der Gesetzgebung des Bundesstaates Colorado, House Bill 11-1031, die 2011 von Gouverneur Hickenlooper in Kraft gesetzt wurde. Nach einem Jahr als „Prospective District“ gaben Colorado Creative Industries und die Boettcher Foundation am 26. Juni 2013 bekannt, dass der Ridgway Creative District den Status „State-Certified Creative District“ erhalten hat.

### Das Sherbino-Theater
Die Familie Sherbino/Cherbeneau/Charbonneau war schon in Ridgway ansässig, bevor Ridgway überhaupt gegründet wurde. Und ihr lokales Erbe – The Sherbino – spielt noch heute eine wichtige Rolle in der Innenstadt von Ridgway. Im Jahr 1877 kaufte Louis Sherbino von Samuel Wade mehrere Grundstücke in der Innenstadt von Ridgway. Louis, der in Kanada geboren wurde, aber in den Holzmühlen von Michigan arbeitete, zog Ende des 19. Jahrhunderts nach Lake City, dann nach Rico, dann nach Colona und schließlich nach Ridgway. Am 21. Mai 1915 bestätigten sich die Gerüchte, als Louis bei der Stadt die Genehmigung für den Bau eines „mit gepressten Ziegeln verkleideten Gebäudes“ in der Clinton Street und eines 6 Fuß breiten Bürgersteigs auf der Seite der Cora Street beantragte. Bei dem Gebäude handelte es sich um ein von Gus Kullerstrand aus Ouray entworfenes Theater, das am Samstag, dem 11. September 1915, mit großem Tamtam eröffnet wurde. In der Zeitung vom 17. September heißt es: „Nahezu 400 Personen nahmen an der Veranstaltung teil, wobei alle Teile des Landes durch eine stattliche Anzahl von Personen vertreten waren. Die Aufstellung von Lastwagen und Automobilen vor dem Gebäude gab der Stadt ein städtisches Aussehen.“ In dem Artikel heißt es weiter, dass es 300 Sitzplätze, fließend warmes und kaltes Wasser und Toiletten gab! Das Gebäude der heutigen Colorado Boy Brewery war damals Teil des Theaters, was die angegebenen Sitzplätze erklärt. Die Familie Sherbino betrieb das Theater weniger als ein Jahr lang, als ein anderer Ortsansässiger ein „Kinogeschäft“ aufbaute und die meisten Leute dorthin gingen.
Das Sherbino-Gebäude wurde später als Gemeindezentrum genutzt. Im Jahr 1917 versammelten sich die Anwohner dort, um vom Eintritt der USA in den Ersten Weltkrieg zu erfahren. Im Jahr 1924 wurden viele Einwohner, die in den 1870er Jahren mit dem Planwagen in die Region gekommen waren, ins Sherbino eingeladen, um den Film „The Covered Wagon“ zu sehen, der an den Abenteuergeist erinnerte, der sie hierher geführt hatte. Seit der Eröffnung des Sherbino haben sich die Menschen hier versammelt, um Unterhaltung im Chautauqua-Stil zu genießen, z. B. Orchesteraufführungen, Melodramen, Theaterstücke, reisende Truppen und Bildungsveranstaltungen. Das Gebäude war Schauplatz von Abschlussfeiern und öffentlichen Versammlungen und wurde als Rollschuhbahn und (zumindest für eine Nacht) als Boxarena genutzt. Das Äußere hatte eine kleine Rolle in dem 1968 gedrehten Film True Grit, in dem eine falsche Veranda an den Anbau auf der Rückseite des Gebäudes angebaut wurde. Irgendwann wurde der ursprüngliche Innenraum in zwei Teile geteilt. Der Teil mit dem ursprünglichen Eingang (heute der Eingang von Colorado Boy) diente als Postamt, Drogerie und Sitz der Colorado Yurt Company. Das Innere des Gebäudes wurde in den 1970er Jahren, Anfang der 1990er Jahre und erneut 2018 umfassend renoviert. Im August 1991 wurde das Sherbino in das Colorado State Register of Historic Places aufgenommen.
Mit der Unterstützung vieler Anwohner ist die Ridgway Chautauqua Society (RCS, eine gemeinnützige 501c3-Organisation aus Colorado) nun stolzer Besitzer und Verwalter von zwei der noch verbliebenen historischen Gebäude in Ridgway – dem umgebauten Sherbino in der 604 Clinton Street und dem The 610 Arts Collective in der 610 Clinton Street, gleich nebenan.

### Wasser
Das Wasser spielt eine wichtige Rolle in der Kultur von Ridgway. Die Stadt unterhält einen Jachthafen in einer nördlichen Bucht des Ridgway-Stausees. In den warmen Sommermonaten nutzen viele Touristen und Einheimische den Ridgway-Stausee zum Wakeboarden oder um einen Tag am Strand zu verbringen.
In der Stadt gibt es auch Orvis Hot Springs, ein natürliches Thermalbad in der Nähe von Ridgway, in dem man sich auch ohne Kleidung aufhalten kann und das über ein Hallenbad verfügt, in dem man sich mit Kleidung aufhalten muss.

## Persönlichkeiten
- Thomas Friedkin (1935–2017), Geschäftsmann, Kunstflieger in Hollywood, Afrikanischer Wildjäger[13]
- Ralph Lauren (* 1939), Modedesigner und Geschäftsführer[14]
- PattiSue Plumer (* 1962), olympische Langstreckenläuferin und amerikanische Rekordhalterin, besuchte die Junior High School und die High School in Ridgway[15]
- Dennis Weaver (1924–2006), Emmy-Award-Gewinner, Fernsehschauspieler[16]
- Trevor White (* 1985), Produzent

## Verkehr
Der nächstgelegene Flughafen, der von Linienfluggesellschaften angeflogen wird, ist der 28 Meilen (ca. 45 km) nördlich gelegene Montrose Regional Airport. Ridgway ist Teil des Bustang-Netzes von Colorado. Es liegt an der Strecke Durango-Grand Junction Outrider.

### Straßen
- Der U.S. Highway 550 startet 27 Meilen (ca. 43 km) nördlich von Ridgway in Montrose. Er führt nach Bernalillo, New Mexico, in der Nähe von Albuquerque, New Mexico, über Durango, Colorado.
- Der State Highway 62 ist ein 37,7 Kilometer langer Highway, der Ridgway mit dem State Highway 145 in der Nähe von Placerville verbindet.